# Slovenija na Svetovnem prvenstvu v hokeju na ledu 2016
Slovenija na Svetovnem prvenstvu v hokeju na ledu 2016 D1A, ki je potekalo med 23. in 29. aprilom 2016 v Katovicah. Slovenska reprezentanca je s štirimi zmagami in enem porazom osvojila turnir in se uvrstila v elitno divizijo Svetovnega prvenstva za leto 2017.

## Postava
| Pol. | Št. | Hokejist            | Starost (rojstni dan)       | Klub                          |
| ---- | --- | ------------------- | --------------------------- | ----------------------------- |
| GK   | 29  | Gašper Krošelj      | 29 let (9. februar 1987)    | Oskarshamn                    |
| GK   | 30  | Robert Kristan      | 33 let (4. april 1983)      | Piráti Chomutov               |
| D    | 7   | Klemen Pretnar      | 29 let (31. avgust 1986)    | Vienna Capitals               |
| D    | 14  | Jurij Repe          | 21 let (17. september 1994) | Kladno                        |
| D    | 15  | Blaž Gregorc        | 26 let (18. januar 1990)    | Pardubice                     |
| D    | 20  | Sabahudin Kovačevič | 30 let (26. februar 1986)   | Graz 99ers                    |
| D    | 23  | Luka Vidmar         | 29 let (17. maj 1986)       | Stjernen Hockey               |
| D    | 27  | Jakob Milovanovič   | 32 let (18. marec 1984)     | Brûleurs de Loups de Grenoble |
| D    | 28  | Aleš Kranjc         | 34 let (29. julij 1981)     | Södertälje                    |
| F    | 8   | Žiga Jeglič         | 28 let (24. februar 1988)   | Slovan Bratislava             |
| F    | 10  | Anže Kuralt         | 24 let (31. oktober 1991)   | Dauphins d'Épinal             |
| F    | 12  | Žiga Pešut          | 23 let (5. oktober 1992)    | Olimpija Ljubljana            |
| F    | 13  | Miha Verlič         | 24 let (21. avgust 1991)    | EC VSV                        |
| F    | 16  | Aleš Mušič          | 33 let (28. junij 1982)     | Olimpija Ljubljana            |
| F    | 17  | Gregor Koblar       | 23 let (15. januar 1993)    | Olimpija Ljubljana            |
| F    | 18  | Ken Ograjenšek      | 24 let (30. avgust 1991)    | Dauphins d'Épinal             |
| F    | 19  | Žiga Pance          | 27 let (1. januar 1989)     | EC VSV                        |
| F    | 21  | Andrej Hebar        | 31 let (7. september 1984)  | Brûleurs de Loups de Grenoble |
| F    | 22  | Anže Ropret         | 26 let (23. november 1989)  | Olimpija Ljubljana            |
| F    | 24  | Rok Tičar           | 26 let (3. maj 1989)        | Slovan Bratislava             |
| F    | 25  | Robert Sabolič      | 27 let (18. september 1988) | Sparta Praha                  |
| F    | 26  | Jan Urbas (C)       | 27 let (26. januar 1989)    | Västerås                      |

- Selektor: Nik Zupančič
- Pomočnik selektorja: Ivo Jan

## Tekme
| 23. april 2016 | Japonska | 1–7 | Slovenija | Spodek, Katovice |

| Poročilo tekme | Poročilo tekme                 | Poročilo tekme  | Poročilo tekme | Poročilo tekme  |
| -------------- | ------------------------------ | --------------- | --- | --------------- |
| Začetek: 13:00 | Kudži (Taka. Jamašita) – 54:46 | (0–1, 0–4, 1–2) | 07:35 – Urbas (Pance, Kovačevič) 21:40 – Urbas (Repe, Verlič) (PP) 29:31 – Verlič (Urbas, Kristan) (PP) 33:19 – Mušič (Ograjenšek, Kuralt) 39:17 – Verlič (Urbas, Pance) 57:18 – Ograjenšek (Mušič) 58:12 – Pance (Urbas, Verlič) | Gledalci: 1,300 |

| 24. april 2016 | Slovenija | 3–1 | Italija | Spodek, Katovice |

| Poročilo tekme | Poročilo tekme                                                                                                   | Poročilo tekme  | Poročilo tekme                    | Poročilo tekme  |
| -------------- | --- | --------------- | --------------------------------- | --------------- |
| Začetek: 13:00 | Repe (Urbas) (PP) – 13:15 Jeglič (Kovačevič, Tičar) (PP) – 45:23 Kovačevič (Tičar, Ograjenšek) (PP, ENG) – 59:33 | (1–0, 0–1, 2–0) | 26:47 – Scandella (Frigo, Helfer) | Gledalci: 2.000 |

| 26. april 2016 | Slovenija | 1–4 | Poljska | Spodek, Katovice |

| Poročilo tekme | Poročilo tekme                | Poročilo tekme  | Poročilo tekme | Poročilo tekme  |
| -------------- | ----------------------------- | --------------- | --- | --------------- |
| Začetek: 20:00 | Jeglič (Sabolič) (PP) – 06:50 | (1–1, 0–3, 0–0) | 03:54 – Malasiński (Dronia) 23:48 – Łopuski (Wronka, Kolusz) (PP) 27:39 – Malasiński (Wronka, Bryk) 38:09 – Malasiński (Pociecha, Zapała) | Gledalci: 6.500 |

| 27. april 2016 | Slovenija | 5–1 | Južna Koreja | Spodek, Katovice |

| Poročilo tekme | Poročilo tekme | Poročilo tekme  | Poročilo tekme          | Poročilo tekme  |
| -------------- | --- | --------------- | ----------------------- | --------------- |
| Začetek: 16:30 | Sabolič (Kovačević) (PP) – 08:59 Kuralt (Ograjenšek, Pretnar) – 19:31 Mušič (Kuralt, Ograjenšek) – 26:32 Tičar (Jeglič) – 34:21 Pretnar (Hebar, Kuralt) – 51:31 | (2–1, 2–0, 1–0) | 00:40 – Kim K. (Kim S.) | Gledalci: 2.500 |

| 29. april 2016 | Avstrija | 1–2 | Slovenija | Spodek, Katovice |

| Poročilo tekme | Poročilo tekme                   | Poročilo tekme  | Poročilo tekme                                                           | Poročilo tekme  |
| -------------- | -------------------------------- | --------------- | ------------------------------------------------------------------------ | --------------- |
| Začetek: 16:30 | Komarek (Schlacher) (PP) – 05:49 | (1–1, 0–1, 0–0) | 10:58 – Sabolić (Jeglič, Tičar) 27:29 – Ograjenšek (Mušić, Pretnar) (PP) | Gledalci: 4.000 |

## Statistika igralcev

### Vratarji
| #  | Vratar         | OT | OTI | OMIN | PG | PGT  | OUS   | KM |
| -- | -------------- | -- | --- | ---- | -- | ---- | ----- | -- |
| 29 | Gašper Krošelj | 5  | 4   | 200  | 3  | 0,90 | 96,34 | 0  |
| 30 | Robert Kristan | 5  | 2   | 100  | 5  | 3,00 | 82,76 | 0  |

### Drsalci
| #  | Hokejist            | OT | DG | DP | TOČ | KM | +/- | ZG | GIV | GIM | SNG |
| -- | ------------------- | -- | -- | -- | --- | -- | --- | -- | --- | --- | --- |
| 7  | Klemen Pretnar      | 5  | 1  | 2  | 3   | 0  | +2  | 0  | 0   | 0   | 5   |
| 8  | Žiga Jeglič         | 5  | 2  | 2  | 4   | 2  | +1  | 1  | 2   | 0   | 10  |
| 10 | Anže Kuralt         | 5  | 1  | 3  | 4   | 6  | +2  | 1  | 0   | 0   | 7   |
| 12 | Žiga Pešut          | 5  | 0  | 0  | 0   | 0  | -2  | 0  | 0   | 0   | 2   |
| 13 | Miha Verlič         | 5  | 2  | 2  | 4   | 6  | +3  | 0  | 1   | 0   | 12  |
| 14 | Jurij Repe          | 5  | 1  | 1  | 2   | 4  | +2  | 0  | 1   | 0   | 6   |
| 15 | Blaž Gregorc        | 5  | 0  | 0  | 0   | 0  | +3  | 0  | 0   | 0   | 9   |
| 16 | Aleš Mušič          | 5  | 2  | 2  | 4   | 2  | +3  | 0  | 0   | 0   | 14  |
| 17 | Gregor Koblar       | 4  | 0  | 0  | 0   | 0  | -3  | 0  | 0   | 0   | 2   |
| 18 | Ken Ograjenšek      | 5  | 2  | 4  | 6   | 2  | +2  | 1  | 1   | 0   | 7   |
| 19 | Žiga Pance          | 5  | 1  | 2  | 3   | 2  | +3  | 0  | 0   | 0   | 9   |
| 20 | Sabahudin Kovačevič | 5  | 1  | 3  | 4   | 4  | 0   | 0  | 1   | 0   | 9   |
| 21 | Andrej Hebar        | 5  | 0  | 1  | 1   | 6  | -1  | 0  | 0   | 0   | 5   |
| 22 | Anže Ropret         | 5  | 0  | 0  | 0   | 0  | 0   | 0  | 0   | 0   | 2   |
| 23 | Luka Vidmar         | 5  | 0  | 0  | 0   | 0  | +1  | 0  | 0   | 0   | 3   |
| 24 | Rok Tičar           | 5  | 1  | 3  | 4   | 0  | +1  | 0  | 0   | 0   | 14  |
| 25 | Robert Sabolič      | 3  | 2  | 1  | 3   | 0  | +1  | 0  | 1   | 0   | 9   |
| 26 | Jan Urbas           | 5  | 2  | 4  | 6   | 0  | +3  | 1  | 1   | 0   | 14  |
| 27 | Jakob Milovanovič   | 5  | 0  | 0  | 0   | 0  | -1  | 0  | 0   | 0   | 2   |
| 28 | Aleš Kranjc         | 5  | 0  | 0  | 0   | 4  | 0   | 0  | 0   | 0   | 10  |